# Прем'єр-міністр Австралії
Прем'єр-міністр Австралії (англ. Prime Minister of Australia) — голова австралійського уряду і кабінету міністрів Австралії. Займає свою посаду за поданням генерал-губернатора Австралії. Практично посада прем'єр-міністра — найважливіша політична посада в політичній ієрархії Австралії.
Прем'єр-міністр виконує роль глави виконавчої влади й завжди є представником політичної партії, яка становить більшість у Палаті представників Австралійського парламенту. Єдиним винятком, коли сенатора призначили прем'єр-міністром, був Джон Гортон, який одразу після цього подав у відставку з посади сенатора й був обраний членом Палати представників парламенту.
Першим прем'єр-міністром Австралійського Союзу з 1 січня 1901 року по 24 вересня 1903 року був Едмунд Бартон.
Із 2022 року прем'єр-міністром Австралії є Ентоні Албаніз, який очолює Лейбористську партію Австралії.